# El señor de La Querencia (telenovela de 2008)
El señor de La Querencia es una telenovela chilena de drama y suspenso escrita por Víctor Carrasco. Estrenada por TVN el 12 de mayo de 2008 y, finalizada el 2 de septiembre de 2008.
Protagonizada por Julio Milostich en el personaje titular, junto a Sigrid Alegría y Álvaro Rudolphy.

## Argumento
En 1919, José Luis Echeñique Valdivieso (Julio Milostich) es un hacendado aristócrata, un patrón de fundo que ejerce su poder sobre los integrantes de su familia y todos aquellos que trabajan para él. Casado con Leonor (Sigrid Alegría), respetuosa de su marido, tienen tres hijos: Teresa (Celine Reymond), Ignacio (Matías Oviedo) y Luis Emilio (Andrés Reyes). Con la llegada a La Querencia de Manuel Pradenas (Álvaro Rudolphy), hijo de Bernarda Leiva (Maité Fernández), que acaba de morir, comienzan los conflictos.
La historia continua en un contexto histórico de Chile en 1920, y que, tras el término de la Primera Guerra Mundial, repercute con varios movimientos anarquistas, subversivos, y universitarios.
Manuel representa diametralmente distintos valores y busca los cambios sociales que su medio hermano, José Luis, defenderá por considerar más que justos, legítimos. La cesión de tierras que don Renato (Luis Alarcón), padre de José Luis, hizo a la nana Bernarda y que con su muerte sale a la luz, la aprovechará Manuel para instalarse en la zona y ser el referente opuesto del patrón que respeta a sus trabajadores, dándoles un salario justo por su trabajo. Leonor se enamora de Manuel, quien le corresponde, y primero por temor y después para no herir a su hija Teresa que se ha desilusionado de él, dilata su partida, a pesar de los abusos de su marido. De esta forma, la vida en La Querencia está marcada por la voluntad, caprichos y deseos del patrón, que cada día siente que va perdiendo su poder, y Manuel, que además ha encontrado oro en las tierras heredadas, se transforma en su más importante oponente. Todo aquel que lo contradiga corre el peligro hasta de morir.

## Historia
Cerca están los días en que comience a derrumbarse el imperio que por años ha mantenido José Luis Echenique (Julio Milostich) en La Querencia. La llegada inesperada de un forastero, el obrero calichero Manuel Pradenas (Álvaro Rudolphy) pondrá en jaque la vida de esta hacienda tradicional del campo chileno de dicha época, y de uno de los tesoros más preciados del patrón: su matrimonio con Leonor Amenábar (Sigrid Alegría).
Leonor, acompañada de sus tres hijos: Teresa (Celine Reymond), Ignacio (Matías Oviedo) y Luis Emilio (Andrés Reyes) vivirán días agitados cuando en el fundo comiencen a llegar una serie de personas y se sucedan algunas extrañas situaciones que echarán por la borda la vida familiar basada en costumbres y valores rígidos que El Señor de la Querencia cuida de manera acérrima.
La mamá Bernarda (Maité Fernández) está muriendo. Ella ha sido durante años quien veló por el cuidado de los Echenique. Con su muerte comenzarán a develarse los antiguos secretos y nada devolverá la calma al lugar. Manuel, su hijo, intentará llegar a despedirse pues fue alejado de su madre siendo aún muy pequeño. Pero no alcanzará a cumplir su deseo por lo que el resentimiento y el dolor aumentarán. Sobre todo, cuando se entere de que la razón por la que fue desterrado de La Querencia fue para ocultar que él es el verdadero hermano de José Luis.
Entonces La Querencia comenzará a vivir días caóticos. El poder del padre autoritario y cruel se irá desmoronando al igual que su relación matrimonial y todo el clan Echeñique comenzará a cuestionarse la vida que ha llevado. El descubrimiento del amor verdadero, al conocer a Manuel, será para Leonor una encrucijada de la que no podrá escapar. Ella nunca sintió algo así por un hombre y ni la ira de “El Señor de la Querencia” podrá impedir esta pasión.

### Episodio final
Leonor (Sigrid Alegría) va a ver a Leontina (Bárbara Ruiz-Tagle), ella le ruega que la libere pero Leonor no lo hace. Leontina logra escapar del granero desatándose sus ataduras con los bordes de un barril y libera a José Luis (Julio Milostich). Mientras estaban escapando, él cree que ella lo quiere traicionar, ésta le aclara que ella fue quien lo liberó y que sería absurdo que lo entregara, pero él no le cree y de forma cobarde le da un disparo por la espalda ya que según él fue como Dios le dijo que hiciera las cosas ya que el imagina que el guía sus pasos. Así comenzaría su baño de sangre del desquiciado Señor de La Querencia.
Al llegar Leonor, Manuel (Álvaro Rudolphy) le regala unos anillos que eran de sus padres para sellar su compromiso. Al rato, Luis Emilio (Andrés Reyes) se da cuenta de que su padre ha desaparecido y se lo dice a Manuel para que tomara acciones inmediatas y luego Ignacio (Matías Oviedo) se da cuenta de que Leontina también desapareció. Manuel va rápidamente a buscarlo con unos peones, mientras tanto se queda Luis Emilio e Ignacio encargados de la seguridad de la hacienda La Querencia. Ellos mandan a que cada persona se proteja en su cuarto, mientras tanto Manuel recorriendo la zona encuentra a Leontina muerta, se da cuenta de que José Luis regresó a la Querencia, y vuelve rápidamente.
Una vez que él llega a la Querencia comienza a darle muerte a todos los que, según él, le han traicionado o trajeron el pecado. La primera es Herminia (Begoña Basauri), quien fue sorprendida por el maniático y desquiciado Señor de La Querencia cuando estaba tomando agua, degollándola. La siguiente víctima sería su hija mayor Teresa (Celine Reymond), a quien José Luis mata por ser una pecadora, pese a que ella estuvo siempre de parte de su padre. Después le da muerte a Juan Cristóbal (Nicolás Poblete) cuando este trata de quitarle la pistola. Leonor y Mercedes (Alejandra Fosalba) están solas en su habitación y se preocupan por los disparos, Leonor sale a ver que pasa aunque a Mercedes le da miedo quedarse sola. Mientras camina por el pasillo José Luis la mira dentro de una habitación, pero cuando entra no hay nadie, excepto Teresa y Juan Cristóbal, a los que ha matado, hasta el momento. Él se dirige a la habitación de Mercedes cuando está sola y la mata por haber sido ella quien trajo el pecado a la Querencia (esta escena no es mostrada). En ese momento entra Ignacio y se sorprende al ver el cuerpo inerte de Mercedes sin darse cuenta de que José Luis está en la habitación y sin el menor remordimiento, le dispara y le da muerte a su propio hijo, según él, por traidor. Cuando Leonor, en shock, corre a pedir ayuda y se encuentra con Luis Emilio, entran los dos a la casa, mientras él está armado y encuentran a Ignacio y Mercedes muertos. José Luis sale de repente y le dispara a su hijo. Llega Manuel y encuentra a María (Patricia López) y Violeta (Antonia Santa María) llorando por Herminia, haciendo que se preocupe aún más por Leonor, y va en busca de ella cuando al mismo tiempo Violeta se preocupa por Luis Emilio y los tres corren a ver que pasa.
Después, José Luis se lleva a Leonor para matarla en la Iglesia justo en el altar frente a Jesús y cuando está a punto de matarla, llega Manuel en su rescate. Mientras tanto Violeta y María le dan fuerzas a Luis Emilio quién cree que resistirá. Manuel, en la Iglesia, le ofrece a José Luis entregarse para que él no mate a Leonor, que por su parte está aterrorizada. Manuel suelta el arma, y José Luis a Leonor, en el momento que las autoridades llegan para arrestarlo, pero José Luis se rinde, toma su arma, se la lleva a la boca y se quita la vida.
La teleserie termina con María, Violeta, Luis Emilio ya recuperado, Manuel y Leonor visitando las tumbas de su familia muerta, que de esta manera acaba el régimen del terror de José Luis Echeñique Valdivieso, el Señor de la Querencia.
El último capítulo, marcó cifras históricas para una telenovela, y mucho más aún nocturna, marcó 46 puntos de índice de audiencia y un peak de 52 puntos en la escena del suicidio de José Luis Echeñique al rendirse.

## Reparto

### Principales
- Julio Milostich como José Luis Echenique[7]
- Sigrid Alegría como Leonor Amenábar
- Álvaro Rudolphy como Manuel Pradenas
- Alejandra Fosalba como Mercedes Amenábar
- Álvaro Espinoza como Buenaventura Moreno
- Patricia López como María Pradenas
- Bárbara Ruiz-Tagle como Leontina Aguirre[8]
- Matías Oviedo como Ignacio Echenique
- Celine Reymond como Teresita Echenique[9]
- Lorena Bosch como Lucrecia Santa María
- Begoña Basauri como Herminia Pradenas[10]
- Andrés Reyes Cristi como Luis Emilio Echenique
- Antonia Santa María como Violeta Moreno

### Recurrentes e invitados
- Nicolás Poblete como Juan Cristóbal León
- Adela Calderón como Carmen Soto
- Luis Alarcón como Renato Echenique
- Maité Fernández como Bernarda Leiva
- Jaime Vadell como Mons. Mariano Echaurren
- Andrés Velasco como Alberto Salinas

## Realizadores
- Dirección de Programación TVN: Vicente Sabatini
- Dirección de Producción TVN: Pablo Ávila Guerrero
- Dirección de Área Dramática TVN: María Eugenia Rencoret
- Guion: Víctor Carrasco
- Producción General: Patricio López
- Dirección General general: Germán Barriga
- Coordinación de Producción: Mauricio Campos
- Dirección de Unidad: Claudio López de Lérida
- Edición: Héctor Gómez Alday

## Producción
El creador de la idea original de El señor de la Querencia es Víctor Carrasco, mientras que en guion estuvo a cargo del mismo autor en conjunto con los guionistas Carlos Galofré, David Bustos, Rodrigo Ossandón y Carlos Oporto. Por otro lado, el guion contó con la asesoría del historiador Gonzalo Peralta. En una entrevista comentó: «Estamos hablando de los años que siguieron a la revolución rusa, y que en Chile están marcados por la irrupción de Arturo Alessandri, la migración campo-ciudad y la amenaza al modo de vida tradicional del campo». Carrasco y guionistas desarrollaron la telenovela compartiendo historias sobre una investigación en el Chile de época bajo el gobierno presidencial de Arturo Alessandri Palma, y en un escenario de grandes modificaciones sociales, como el abuso de poder, la aristocracia, el lesbianismo, y el machismo, que eran propios de la década de 1920 en Chile. El rodaje de la telenovela tuvo lugar en Colina entre agosto de 2007 y enero de 2008, en donde se filmó en una casona ambientada en el Santiago del siglo XX y con exteriores en Valparaíso. Fue distribuida por Telemundo Internacional. 

## Recepción
El polémico último episodio fue emitido el 2 de septiembre de 2008, con una exitosa sintonía de 46,9 puntos, según Time Ibope.
Mega produjo un remake de esta telenovela que se estrenó en 2024, con la actuación antagónica del actor y cantante Gabriel Cañas como "José Luis Echeñique", además de contar con las actuaciones estelares de María Gracia Omegna ("Leonor") y Nicolás Oyarzún ("Manuel").  
Esta exitosa y hoy icónica adaptación fue merecedora de un Premio Produ a nivel latinoamericano como "Mejor Guión de Telenovela o Superserie", mientras que en su natal Chile, obtuvo 4 Premios Caleuche en cuatro categorías distintas dentro del rubro Telenovela ("Mejor Actriz de Reparto", "Mejor Actor de Reparto", "Mejor Actriz" y "Mejor Actor"), siendo por primera vez en la historia de esa premiación la primera telenovela en ganar estos cuatro premios dentro de ese rubro en sus 9 años. Además de recibir algunas nominaciones en otros premios como los Premios Cordillera.

## Críticas
Al igual que su predecesora Alguien te mira, esta telenovela causó mucha polémica y ha sido criticada por la violencia de José Luis Echeñique (Julio Milostich) hacia sus empleadas y sus familiares, como la violación de Lucrecia (Lorena Bosch) y Violeta (Antonia Santa María); y el maltrato hacia Herminia (Begoña Basauri) y posterior intento de quemarla viva, que en su momento, levantó fuertes críticas de la ministra Laura Albornoz del Sernam.

## Premios y nominaciones
| Año  | Premio         | Categoría       | Participante             | Resultado |
| ---- | -------------- | --------------- | ------------------------ | --------- |
| 2008 | Copihue de Oro | Mejor Teleserie | El Señor de la Querencia | Ganador   |
| 2008 | Copihue de Oro | Mejor Actor     | Julio Milostich          | Ganador   |
| 2008 | Copihue de Oro | Mejor Actriz    | Sigrid Alegría           | Ganadora  |

## Emisión internacional
- Monte Carlo TV
- Telemix Internacional